# Krausnick-Groß Wasserburg
Krausnick-Groß Wasserburg település Németországban, azon belül Brandenburgban. Lakosainak száma 640 fő (2023. december 31.). Krausnick-Groß Wasserburg Lübben (Spreewald) és Schönwald (Brandenburg) községekkel határos.

## Népesség
A település népességének változása:
| Lakosok száma | 595  | 590  | 611  | 622  | 640  |
|               | 2017 | 2019 | 2021 | 2022 | 2023 |